# Sundarī Nandā
Sundarī Nandā, pseudonimo di Nandā, nota anche semplicemente come Sundarī (Kapilavastu, VI secolo a.C. – ...), era la sorellastra di Siddhartha Gautama, che in seguito divenne Gautama Buddha. Divenne monaca dopo l'illuminazione del suo fratellastro e divenne la principale bhikkhuni nella pratica del jhana (assorbimento meditativo totale). Visse durante il VI secolo a.C. in quelli che oggi sono il Bihar e l'Uttar Pradesh in India.

## Primi anni di vita
Quando nacque, la principessa Nandā fu accolta amorevolmente dai suoi genitori: suo padre era il re Śuddhodana, nonché padre di Siddhartha; sua madre era Mahaprajapati. Mahaprajapati era la seconda moglie di Suddhodarna e la sorella minore della sua prima moglie, la defunta regina Maya. Il nome di Nanda significa «gioia», «contentezza», «piacere», ed era stata chiamata così perché i suoi genitori erano particolarmente felici per l'arrivo di un neonato. Nanda era nota nella sua infanzia per essere estremamente ben educata, aggraziata e bella. Per dissociarla dai sakyani con lo stesso nome, era anche conosciuta come Rupa-Nanda, "una di forma deliziosa", o talvolta Sundari-Nanda, "bella Nanda". Nel corso del tempo, molti membri della sua famiglia, la famiglia dei sakyani di Kapilavastu, lasciarono la vita mondana per la vita ascetica, ispirati dall'illuminazione del loro principe ereditario Siddhartha. Tra loro c'erano suo fratello Nanda e i suoi cugini Anuruddha e Ananda, che furono due dei principali discepoli del Buddha. Sua madre divenne la prima monaca buddista, dopo aver chiesto al Buddha di consentire alle donne di entrare nel sangha. Come risultato di ciò, molte altre donne reali sakyiane, inclusa la principessa Yasodharā, la moglie di Siddharta, divennero monache buddiste. Allora anche Nanda rinunciò alla vita secolare, ma è tramandato che non lo fece per fede nel Buddha e nel dharma, ma per legame di sangue per i suoi parenti e per senso di appartenenza.

## Vita monastica
Presto divenne ovvio che Nanda non era del tutto focalizzata sulla sua vita monastica. I pensieri di Nanda erano principalmente diretti centrati sulla propria bellezza e la sua popolarità presso le persone, caratteristiche che erano il karma delle azioni meritorie nelle vite passate. Questi tratti karmici divennero impedimenti per Nanda, poiché trascurava di rafforzarli con nuove azioni. Si sentiva in colpa per non soddisfare le nobili aspettative che gli altri avevano di lei e per essere lontana dall'obiettivo per il quale tanti membri della famiglia reale sakyana avevano rinunciato alla loro vita mondana. Era certa che il Buddha l'avrebbe rimproverata, quindi lo evitò per molto tempo.

## Illuminazione

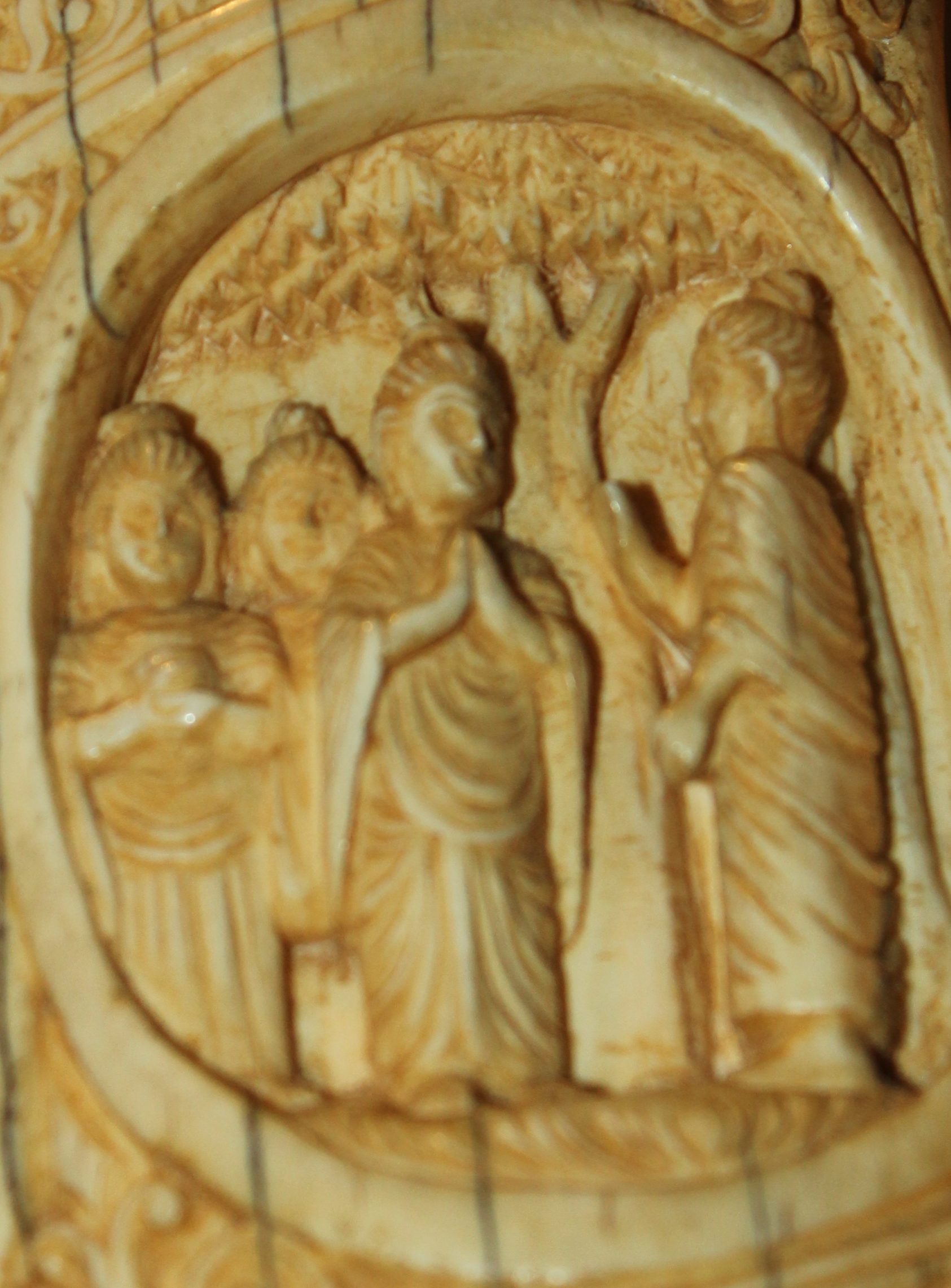
Bassorilievo del Buddha che ferma Nanda in fuga dal Sangha.

Un giorno, il Buddha chiese a tutte le bhikkhuni di andare da lui individualmente, per ricevere il suo insegnamento, ma Nanda non obbedì. Il Buddha la fece chiamare direttamente, e lei si presentò, con atteggiamento vergognoso e ansioso. Il Buddha si rivolse a lei e fece appello a tutte le sue qualità positive in modo che Nanda lo ascoltasse volentieri e si dilettasse delle sue parole. Sapeva che la conversazione le aveva risollevato il morale e l'aveva resa gioiosa e pronta ad accettare il suo insegnamento. Poiché Nanda era così preoccupata per la sua bellezza fisica, il Buddha usò i suoi poteri psichici per evocare la visione di una donna più bella di Nanda, che invecchiasse rapidamente e visibilmente davanti ai suoi occhi. Di conseguenza, Nanda poté vedere, in un breve lasso di tempo, ciò che altrimenti potrebbe essere notato negli esseri umani solo in un arco di tempo di decenni: la recessione della giovinezza e della bellezza, il decadimento, la comparsa dell'invecchiamento, come rughe e capelli grigi. Questa visione influenzò profondamente Nanda; era scossa fino al midollo. Dopo aver mostrato a Nanda questa immagine di confronto, il Buddha poté spiegarle la legge dell'impermanenza in modo tale da comprenderne completamente la verità e conseguire così la conoscenza della futura liberazione - il sotapanna, l'ingresso nella corrente. Come soggetto di meditazione, il Buddha le consigliò di contemplare l'impermanenza e la sporcizia del corpo. Perseverò per lunghi periodi con questa pratica «fedelmente e coraggiosamente giorno e notte».
Poiché Nanda era stata eccessivamente preoccupata per il suo aspetto fisico, era stato necessario per lei applicare una meditazione estrema sulla mancanza di attrattiva del corpo come controbilanciamento per trovare l'equanimità tra i due opposti.
In seguito il Buddha riconobbe la sua sorellastra come la più importante tra le bhikkuni che praticavano il jhana. Ciò significava che non solo seguiva il modo analitico dell'insight, ma enfatizzava l'esperienza della tranquillità. Godendo di questo puro benessere, non aveva più bisogno di godimenti sensuali e presto trovò la pace interiore, nonostante fosse diventata un membro del sangha per attaccamento ai suoi parenti.